# Photograph (песня Ринго Старра)
«Photograph» (с англ. — «Фотограф») — песня, написанная Ринго Старром и Джорджем Харрисоном. Выпущена Старром 5 октября 1973 года как сингл, который достиг 8-го места в чарте синглов Великобритании и 1-го места в чарте синглов США; на стороне «Б» сингла выпущена песня «Down and Out», написанная Старром (и не вошедшая больше ни на один из его релизов). Песня «Photograph» также вошла в альбом Старра Ringo (1973) и на несколько сборников и концертных альбомов Старра.

## О песне
Это одна из многих песен Старра, где играет (а в данном случае и выступает как соавтор) Джордж Харрисон, включая, например, и песню, написанную Джоном Ленноном для Ринго, — «I’m the Greatest».
К выходу сингла «Photograph» был снят рекламный видеоклип, где Старр прогуливается вокруг своего нового дома в то время — Титтенхёрст Парк в Лондоне, который был прежде домом Джона Леннона и Йоко Оно.

## Исполнение песни на «Концерте для Джорджа»
29 ноября 2002 года Ринго Старр исполнил «Photograph» на Концерте для Джорджа, состоявшемся в лондонском концертном зале Royal Albert Hall в первую годовщину кончины Харрисона. Согласно обзору на официальном сайте Концерта, «Ринго Старр поймал каждого со слезой в глазу, исполнив „Photograph“ — композицию, которую он написал вместе с Джорджем и которая как бы подвела итог тому, что каждый чувствовал». На этом концерте Старр сказал, что песня приобрела совершенно новый смысл после ухода Харрисона. Всеми чувствовалось, что текст песни просто как специально соответствует данному случаю, включая:
«Ev’ry time I see your face,

It reminds me of the places we used to go.

But all I’ve got is a photograph,

And I realise you’re not coming back anymore.

I can’t get used to living here,

While my heart is broke, my tears I cried for you.

I want you here to have and hold,

As the years go by and we grow old and grey.»

«Каждый раз, когда я смотрю на твоё лицо,

Оно напоминает мне места, где были мы.

Но всё, что мне осталось от тебя, — это фотография,

И я знаю, что ты никогда не вернешься назад.

Я не могу всё так же жить здесь,

Когда сердце моё разбито, и я плачу по тебе.

Я хочу обнять тебя и удержать,

Как годы, что летят, неся нам старость и седину.»

## Участники записи
- Ринго Старр — ведущий вокал, барабаны, перкуссия
- Джордж Харрисон — 12-струнная акустическая гитара, бэк-вокал
- Вини Понсия — акустическая гитара
- Джимми Калверт — акустическая гитара
- Ники Хопкинс — фортепиано
- Клаус Форман — бас-гитара
- Бобби Киз — тенор-саксофон
- Лон Ван Итон[англ.] — перкуссия
- Деррек Ван Итон[англ.] — перкуссия
- Джим Келтнер — барабаны
- Джек Ницше — аранжировка для хора и оркестра